# Jens Hegeler
Jens Hegeler (Colonia, 22 gennaio 1988) è un ex calciatore tedesco, di ruolo centrocampista.

## Carriera
Conta 4 presenze nella nazionale tedesca Under-21.